# Speno

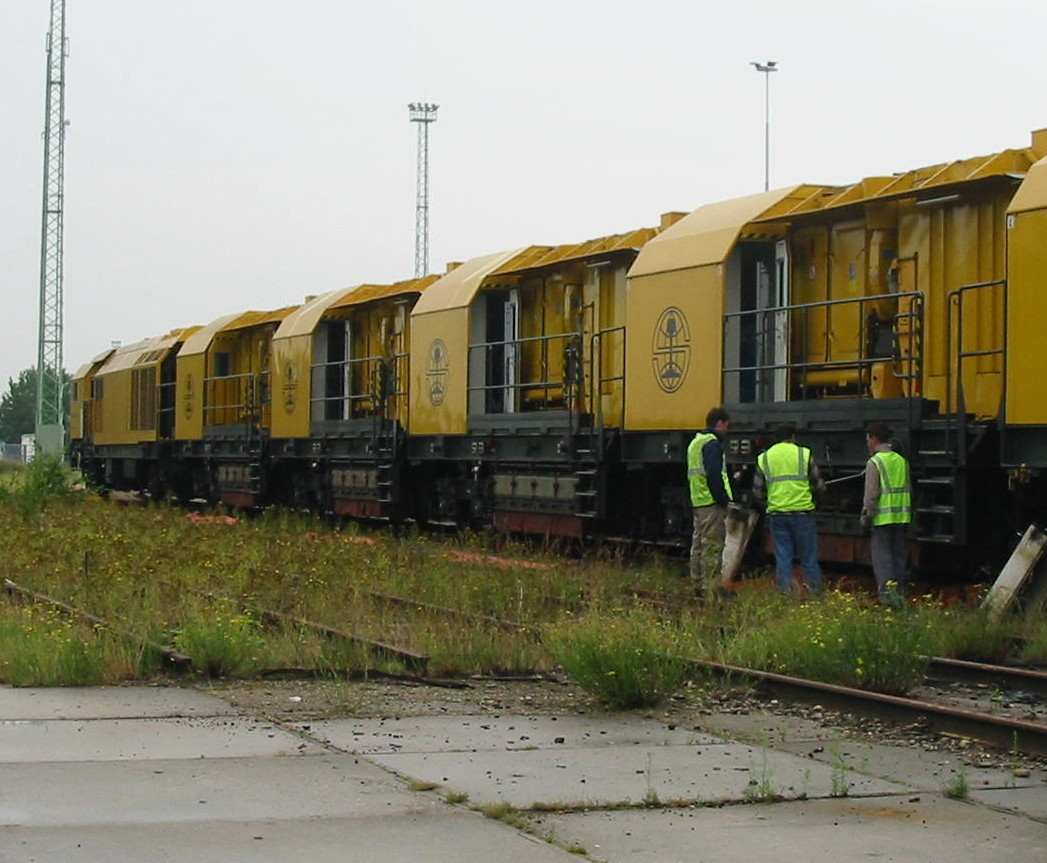
De slijptrein RR48 van Speno

Speno International SA is een internationaal opererend bedrijf dat als hoofdactiviteit spooronderhoud heeft. Het hoofdkantoor is gevestigd in Genève, Zwitserland.
Het bedrijf werd in 1960 opgericht door Frank Speno en heeft sinds 1965 de huidige naam. Het bedrijf heeft ongeveer 550 medewerkers in dienst. Speno ontwikkelt sinds 1980 haar eigen slijpmachines, slijptreinen en meet- en inspectievoertuigen.

## Hoofdactiviteiten
De activiteiten van Speno zijn:
- slijpen en herprofileren van rails en wissels
- meten van onvolkomenheden in rails, wissels en (boven)leidingen met video, infrarood en versnellingsmeters
- controleren van rails op interne fouten en metaalmoeheid middels ultrasoon onderzoek

### Slijpen
Voor het slijpen van de sporen heeft Speno een reeks van gespecialiseerde slijptreinen ontwikkeld. Er zijn de standaardmodellen voor normale (open) rails van het nationale spoorwegnet, speciale treinen voor het slijpen van tramrails en speciale uitvoeringen voor metrolijnen. Ook heeft Speno een aparte uitvoering ontwikkeld voor regiospoor waar een combinatie is van open spoor, light-rail, trams etc. Ook voor speciale plekken als rangeerterreinen en bruggen heeft Speno aparte machines ontwikkeld.

### Inspecteren en meten
Een andere hoofdactiviteit is het meten en inspecteren van rails, wissels en (boven)leidingen. Met speciale, zelf ontworpen, treinen kan Speno een traject in real-time inspecteren door op normale snelheid over het baanvak te rijden tussen het normale treinverkeer. Hierdoor hoeft een baanvak niet buiten dienst genomen te worden om het te kunnen inspecteren, maar rijdt de meetwagen gewoon tussen de treinen van de normale dienstregeling door. Met behulp van video, infraroodmetingen, versnellingsmeters en andere apparatuur worden alle onvolkomenheden en potentiële problemen in kaart gebracht en gerapporteerd. Op basis van deze rapporten kan noodzakelijk onderhoud worden vastgesteld en/of kan er na oplevering van werkzaamheden gecontroleerd worden of die werkzaamheden correct zijn uitgevoerd. Deze meetapparatuur is ofwel ondergebracht in speciale voertuigen of het is ingebouwd in een slijptrein.
Ook heeft Speno een meetwagen ontwikkeld die interne fouten en metaalmoeheid in rails en wissels kan vinden via ultrasoon onderzoek.
Behalve het meten van rails en wissels wordt ook de toestand van de bovenleiding of (derde) stroomrail in kaart gebracht.

## Geschiedenis
Het bedrijf is in 1960 opgericht door Frank Speno en haar huidige naam wordt gevoerd sinds 1965. Gedurende haar hele bestaan heeft Speno haar eigen treinen en apparatuur ontwikkeld. Zo bracht zij in 1980 de eerste road rail slijptrein op de markt die geschikt was om tramrails en andere vormen van light railway in stedelijke gebieden te slijpen. Speciale ontwikkelingen brachten de geluidsproductie van deze machines omlaag naar een acceptabel niveau.
In 1985 introduceerden ze de eerste trein die alle onvolkomenheden in het baanvak real-time konden meten door de meettrein gewoon tussen de dienstregeling door over een baanvak te laten rijden op normale snelheid.

## Werkwijze
Speno beperkt zich niet tot het ontwikkelen en bouwen van de noodzakelijke treinen en apparatuur, maar ze levert complete onderhoud en inspectiediensten waarbij ze naast de treinen en systemen ook het bedienend personeel levert: de (gele) treinen zijn dus altijd het eigendom van Speno zelf en ook het personeel werkt voor Speno. De lokale aannemer zorgt alleen voor een begeleider en machinist om te voldoen aan de eisen van de spoorwegexploitant (of lokale wetgeving) dat de machinist van de trein de taal spreekt, de nationale diploma's en certificaten heeft en bekend is met het baanvak waarop gereden/gewerkt wordt.
De overige werknemers op de trein zijn normaliter Speno-medewerkers, vaak afkomstig uit een ander land dan waar gewerkt wordt.

## Ongeluk met een Speno trein in Stavoren
In Nederland is aannemer BAM Rail verantwoordelijk voor het onderhoud en slijpen van de rails in opdracht van ProRail. BAM Rail gebruikt hiervoor de diensten (materieel en mensen) van Speno. Op 26 juli 2010 reed een Speno slijptrein door het stootblok aan het einde van het baanvak in Stavoren en de trein reed dwars door een watersportwinkel waarbij ze tevens een (lege) tankauto (die achter het stootblok stond geparkeerd) voor zich uitduwde. De trein kwam zo'n 40 meter achter het stootblok tot stilstand op een pleintje.
De winkel werd volledig verwoest. De trein gleed zo'n 40 meter voorbij het einde van het baanvak door.
De eerste onderzoeksresultaten brachten de volgende mogelijke factoren/oorzaken aan het licht:
Het einde van het spoor werd niet aangegeven middels een rood licht op de stootblokken en/of oranje of rode seinlampen langs het spoor: er waren alleen enkele onverlichte borden opgesteld op enkele honderden meters van het stootblok. Factoren die mogelijk bijgedragen hebben aan het incident zijn:
- geen rode seinlamp op het stootblok
- geen seinverlichting op enige afstand van het einde baanvak, maar alleen onverlichte borden
- de machinist/begeleider was een inhuurkracht welke mogelijk niet (voldoende) op de hoogte was van de inrichting van dit baanvak
- het ATB systeem in de betreffende trein was niet compatibel met het ATB-NG systeem op het baanvak.

De Inspectie Verkeer en Waterstaat verbood BAM nog gebruik te maken van Speno-treinen totdat ze kon aantonen dat ze dit veilig kon doen. Volgens IVW waren er meer vergelijkbare incidenten geweest met Speno treinen. Dit verbod had tot gevolg dat de rails niet meer geslepen konden worden, en na overleg tussen BAM, Prorail en IVW werd op 4 augustus het verbod deels opgeheven. Indien BAM extra maatregelen neemt om herhaling te voorkomen mag zij weer gebruikmaken van Speno-treinen.

## Concurrenten
- Plasser & Theurer
- Matissa
- Kershaw Manufacturing Company
- Schweerbau